# Lampromicra
Lampromicra is een geslacht van wantsen uit de familie van de Scutelleridae (Pantserwantsen). Het geslacht werd voor het eerst wetenschappelijk beschreven door Carl Stål in 1873.

## Soorten
Het genus bevat de volgende soorten:

- Lampromicra aerea (Distant, 1892)
- Lampromicra balteata (Walker, 1867)
- Lampromicra caledonica (Distant, 1920)
- Lampromicra cuprina (Stål, 1873)
- Lampromicra distinguenda (Walker, 1868)
- Lampromicra ditissima (Vollenhoven, 1863)
- Lampromicra elegans (Montrouzier, 1861)
- Lampromicra fastuosa (Vollenhoven, 1863)
- Lampromicra festiva (Germar, 1839)
- Lampromicra geminata (Distant, 1920)
- Lampromicra geniculata (Stål, 1871)
- Lampromicra jactator (Stål, 1854)
- Lampromicra leucocyanea (Montrouzier, 1855)
- Lampromicra miyakona (Matsumura, 1905)
- Lampromicra regia (Bergroth, 1895)
- Lampromicra senator (Fabricius, 1803)
- Lampromicra vulcanica (Le Guillou, 1841)
- Lampromicra woodfordi (Distant, 1899)